# 羽戸山
羽戸山（はどやま）は、京都府宇治市の町名。行政地名は羽戸山一町目から四丁目。

## 地理
宇治市の中央部にあり、五ヶ庄と菟道に囲まれている。地区の南側には京滋バイパスが通っている。東側には高峰山などの山地が広がっている。きれいに区画された高台の上にあり、周りは緑に囲まれており公園が多い。

## 世帯数と人口
2025年（令和7年）6月1日現在
| 丁目         | 世帯数  | 人口   |
| ------------ | ------- | ------ |
| 羽戸山一丁目 | 114世帯 | 247人  |
| 羽戸山二丁目 | 228世帯 | 482人  |
| 羽戸山三丁目 | 287世帯 | 586人  |
| 羽戸山四丁目 | 42世帯  | 85人   |
| 合計         | 671世帯 | 1400人 |

## 交通
バス

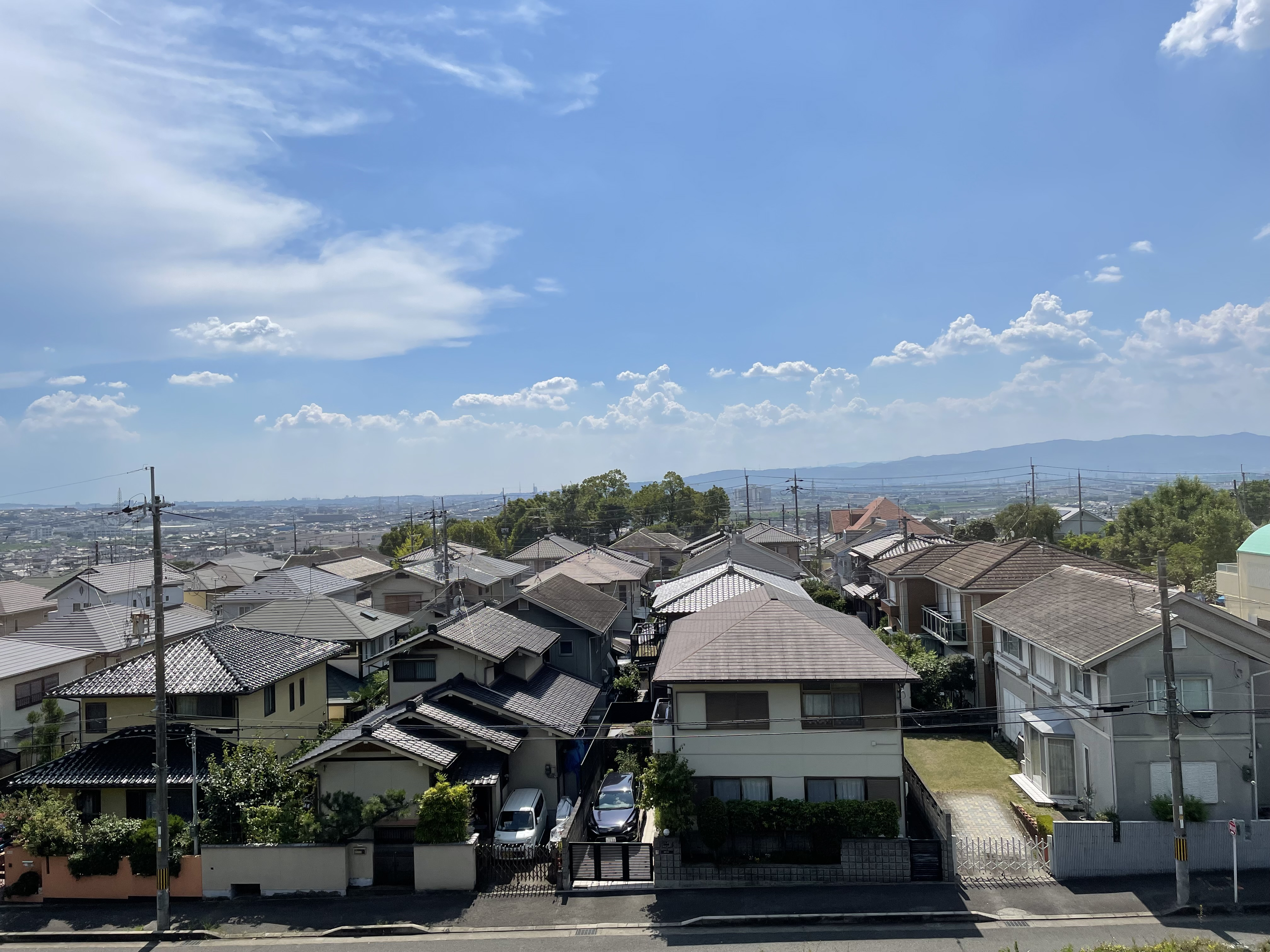
羽戸山緑地の高台

- 鉄道駅はないが京阪バスの停留所が羽戸山を回るように設置されている[3]。最寄りの駅は京阪三室戸駅、もしくはJR黄檗駅であり、いずれも徒歩約10分かかる
- <103系統・250系統・250A系統・109系統>
  - 羽戸山2丁目 - 羽戸山3丁目（宇治駅方面行のみ） - 菟道高校 - 黄檗台

道路
- 京滋バイパス及び国道1号が通っているが降り口はない。

## 公共施設
- 羽戸山第3児童公園
- 羽戸山第2児童公園
- 菟道公園
- 羽戸山第1児童公園
- 宇治市羽戸山集会所
- 羽戸山緑地

## 郵便
郵便番号611-0012(集配局：宇治郵便局）。